# Grâce-Berleur
Grâce-Berleur is een plaats in de Belgische provincie Luik en een deelgemeente van Grâce-Hollogne. Tot 1 januari 1971 was het een zelfstandige gemeente. Bij wet van 10 juli 1970 fuseerden Grâce-Berleur en Hollogne-aux-Pierres.

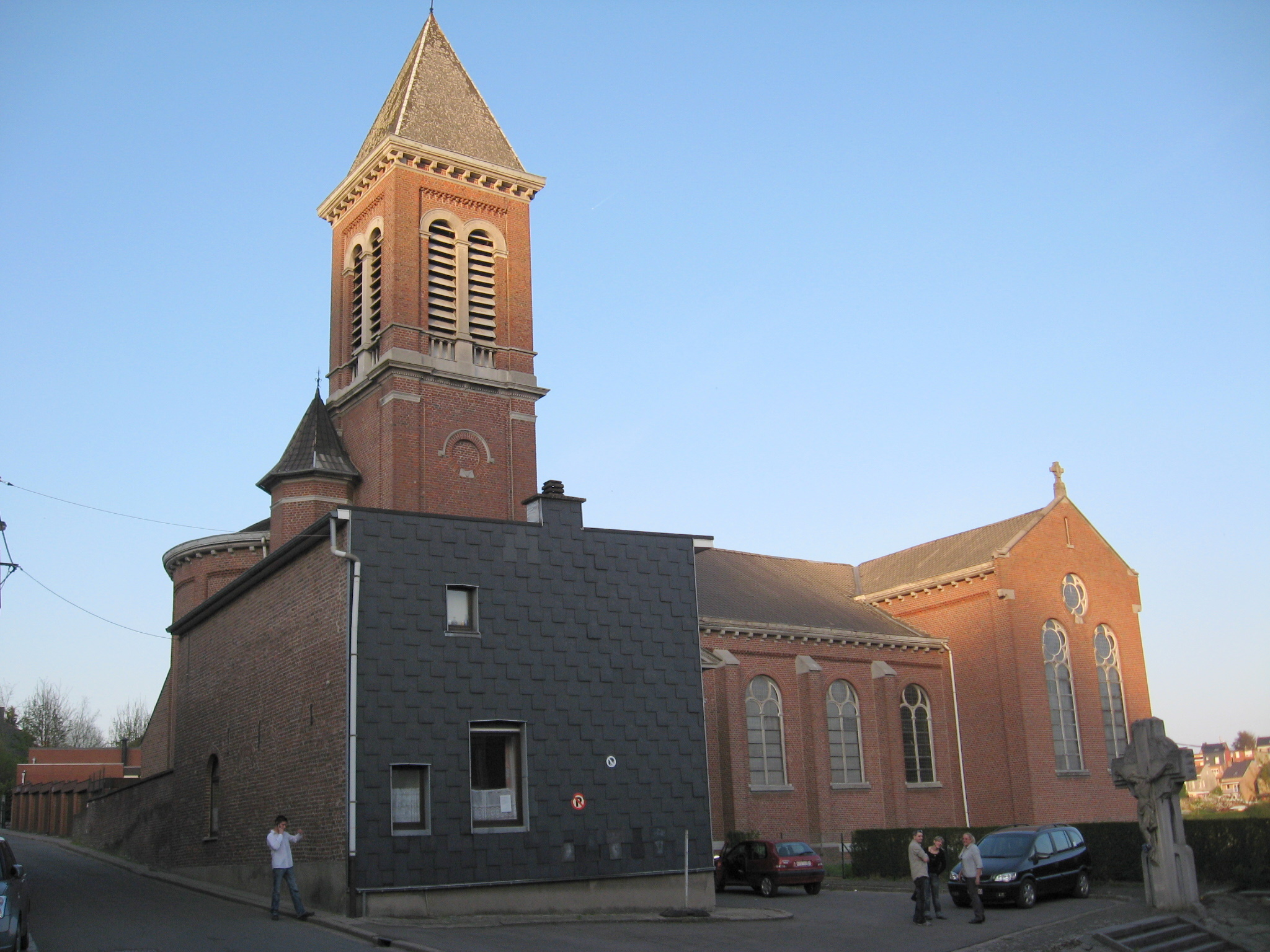
Sint-Remigiuskerk van Grâce

## Geschiedenis
Op de Ferrariskaart uit de jaren 1770 is de plaats weergegeven als het dorp Grace en het gehucht Bierleux (Berleur). Op het eind van het ancien régime werden Grâce en Berleur samen met Montegnée ondergebracht in de gemeente Grâce-Montegnée. In 1846 werd de gemeente Grâce-Montegnée opgesplitst en Grâce-Berleur werd een zelfstandige gemeente.
Schietpartij van Grâce-Berleur: Op 30 juli 1950 kostte een betoging tegen de terugkeer van van Leopold III het leven aan vier manifestanten die gedood werden door de rijkswacht.
Grâce-Berleur werd getekend door de steenkoolmijnbouw, met name de activiteit van de Société anonyme des Charbonnages du Bonnier, welke in 1967 werd beëindigd. Een aantal terrils zijn nog zichtbaar.
In 1971 werd Grâce-Berleur een deelgemeente van de nieuwe fusiegemeente Grâce-Hollogne.

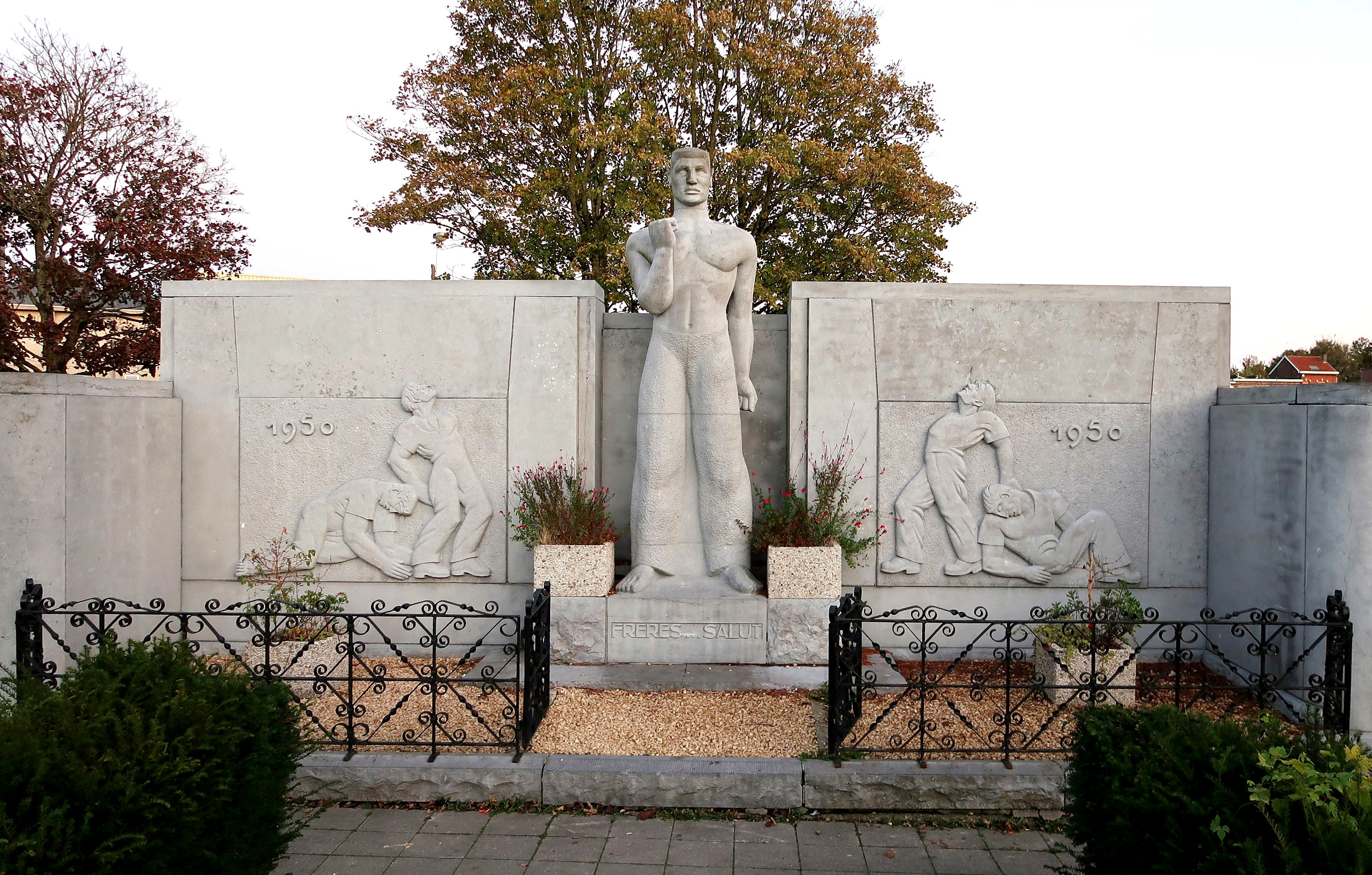
Monument voor de doden van de Koningskwestie 1950
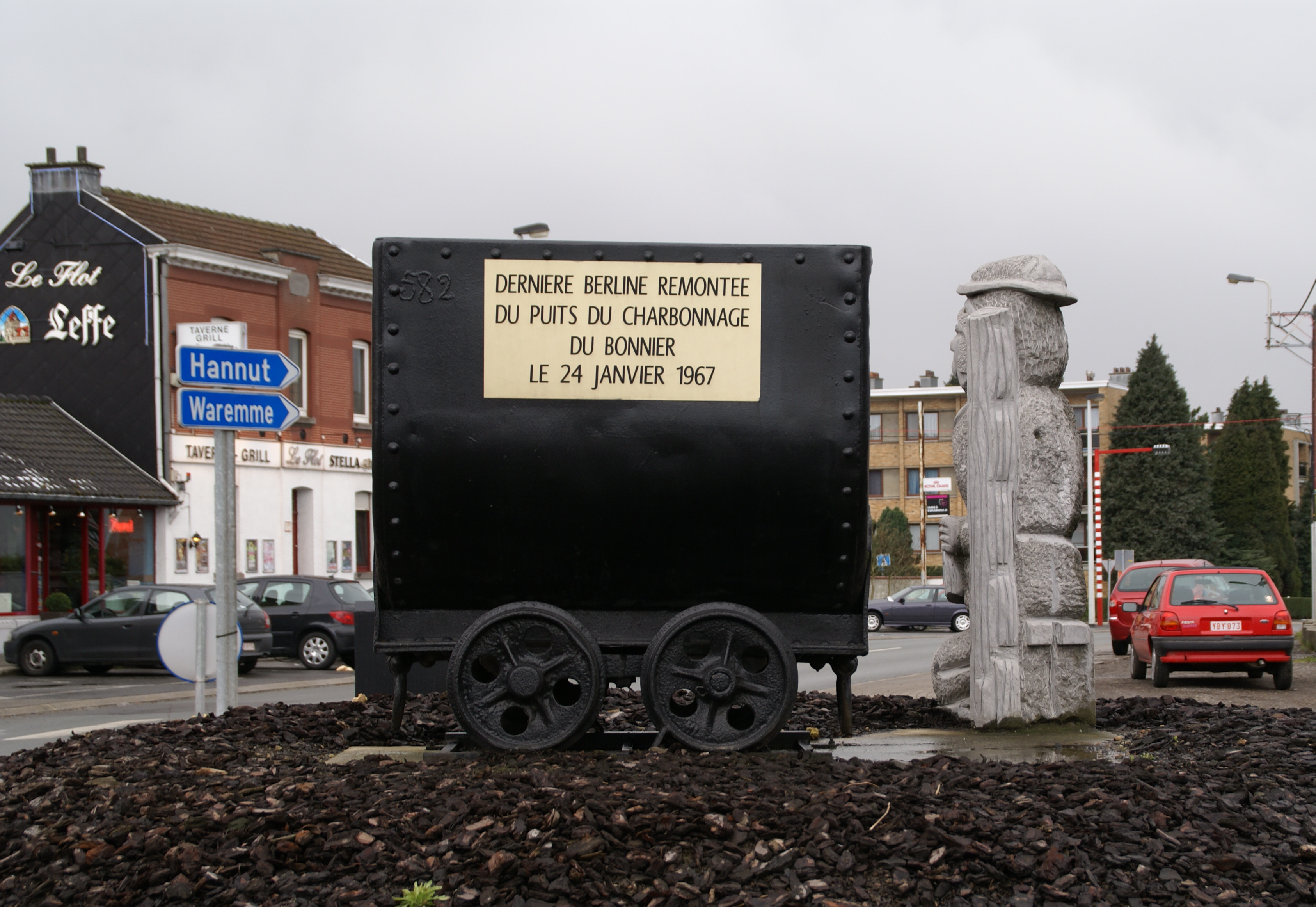
Laatste steenkoolwagen opgehaald uit de koolmijn van Bonnier in Grâce-Berleur

## Demografische ontwikkeling
- Bronnen:NIS, Opm:1831 tot en met 1961=volkstellingen

## Bezienswaardigheden
- De Sint-Remigiuskerk (Église Saint-Remy), aan Rue du Rhénâ 5, is de kerk van Grâce. Het is een bakstenen, neoclassicistisch bouwwerk.
- De Maria Helpsterkerk (Église Notre-Dame Auxiliatrice), aan de Rue Paul Janson 176. Het is een modernistisch, doosvormig gebouw.
- Het Kasteel van Grâce, aan Rue du Rhénâ 5
- Monument voor de doden van de Koningskwestie 1950

## Natuur en landschap
Grâce-Berleur behoort tot de Luikse agglomeratie en de omgeving ervan wordt gekenmerkt door terrils. Ook enkele spoorwegen en uitvalswegen vanuit Luik lopen door het gebied. Er zijn verspreide woonkernen en hier en daar nog enkele kleinere landelijke gebieden, behorend tot het Haspengouws Plateau.

## Nabijgelegen kernen
Montegnée, Hollogne-aux-Pierres, Flémalle-Grande, Bierset, Loncin, Saint-Nicolas

## Geboren
- Jean Daems (1923-1984), atleet